# Уфимский район
Уфи́мский райо́н (баш. Өфө районы) — административно-территориальная единица (район) и муниципальное образование (муниципальный район), в её границах под наименованием муниципальный район Уфимский район (баш. Өфө районы муниципаль районы) в составе Республики Башкортостан Российской Федерации.
Административный центр — город Уфа (не входит в состав района).

## География

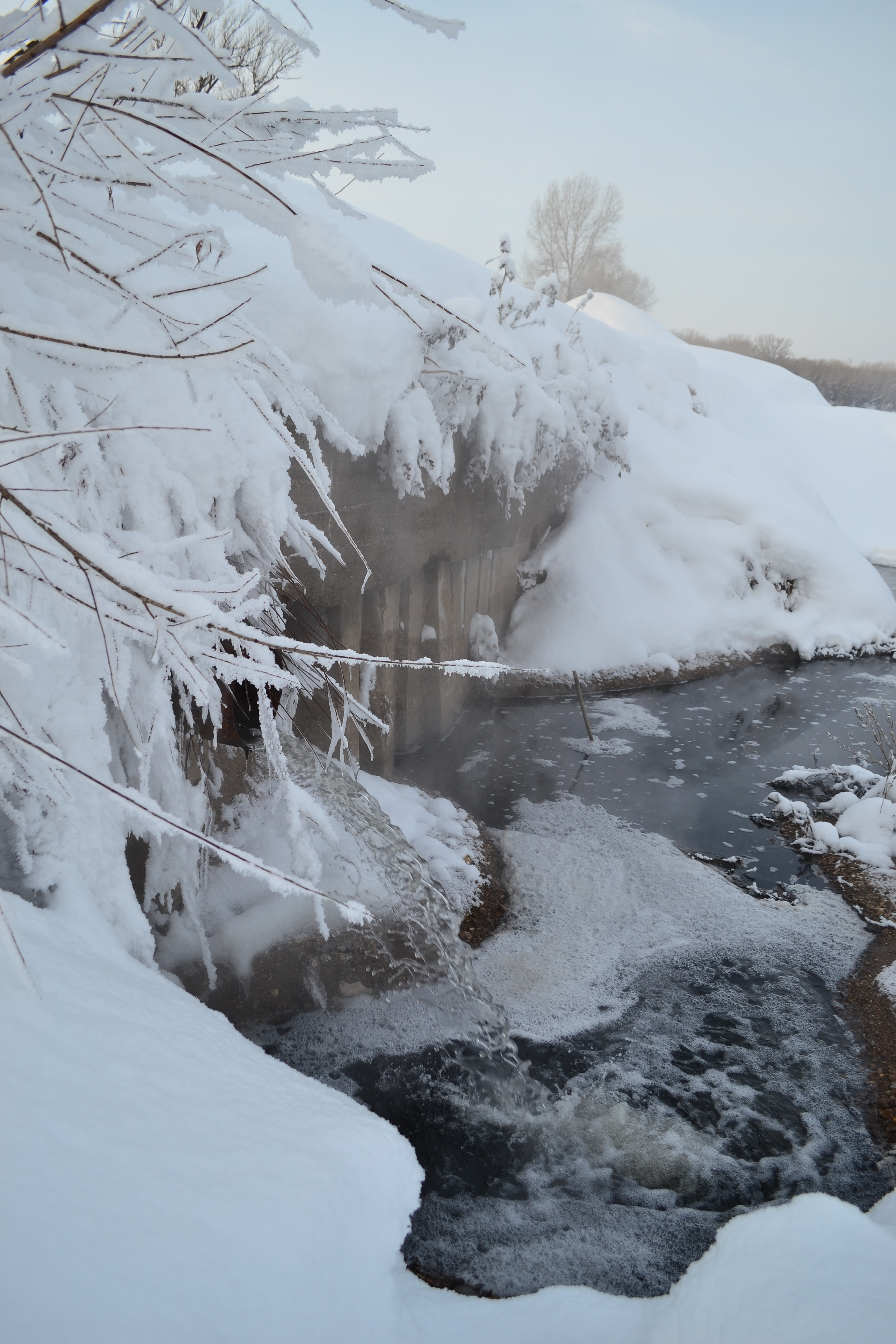

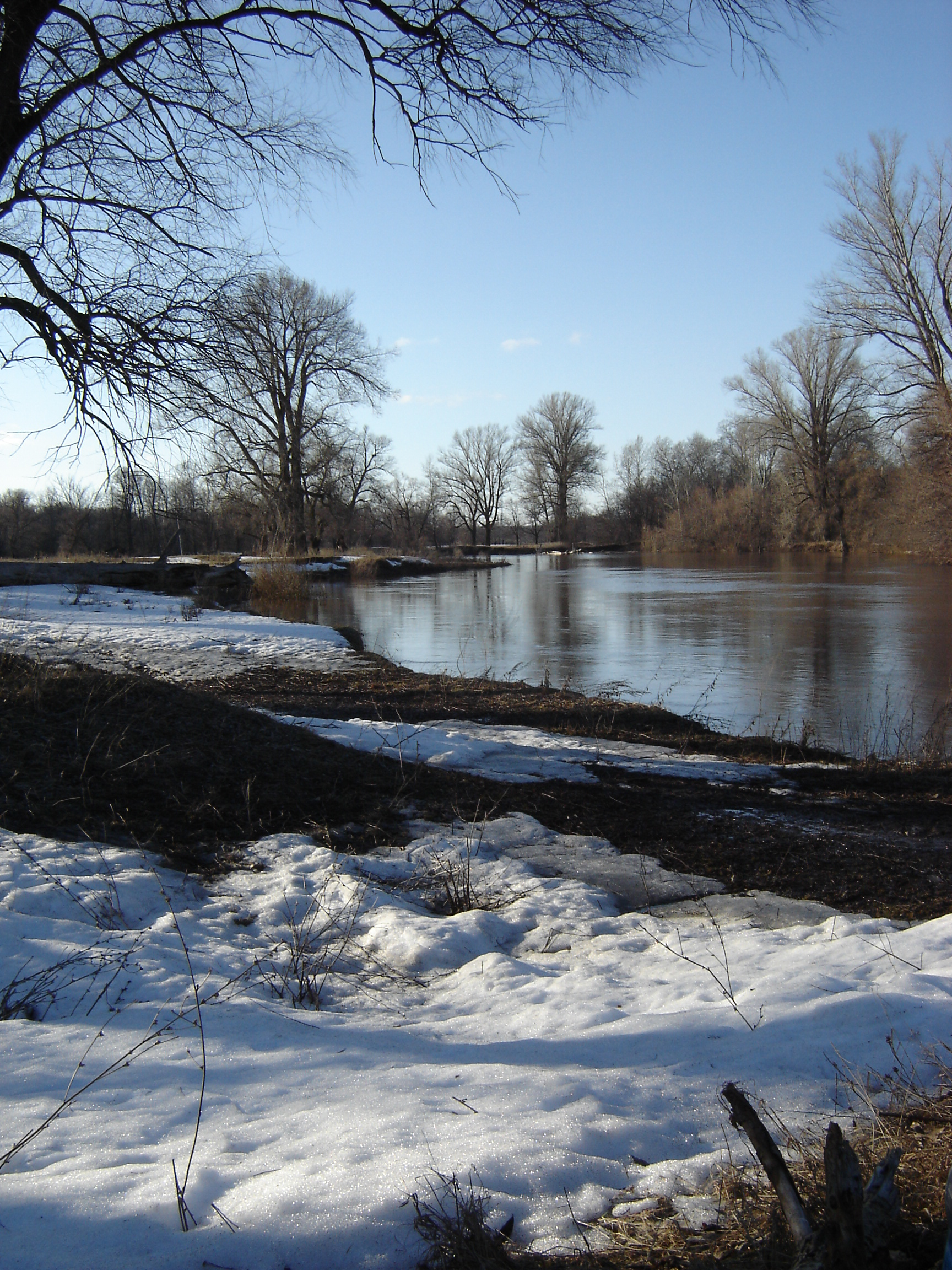
Ранняя весна, река Дёма

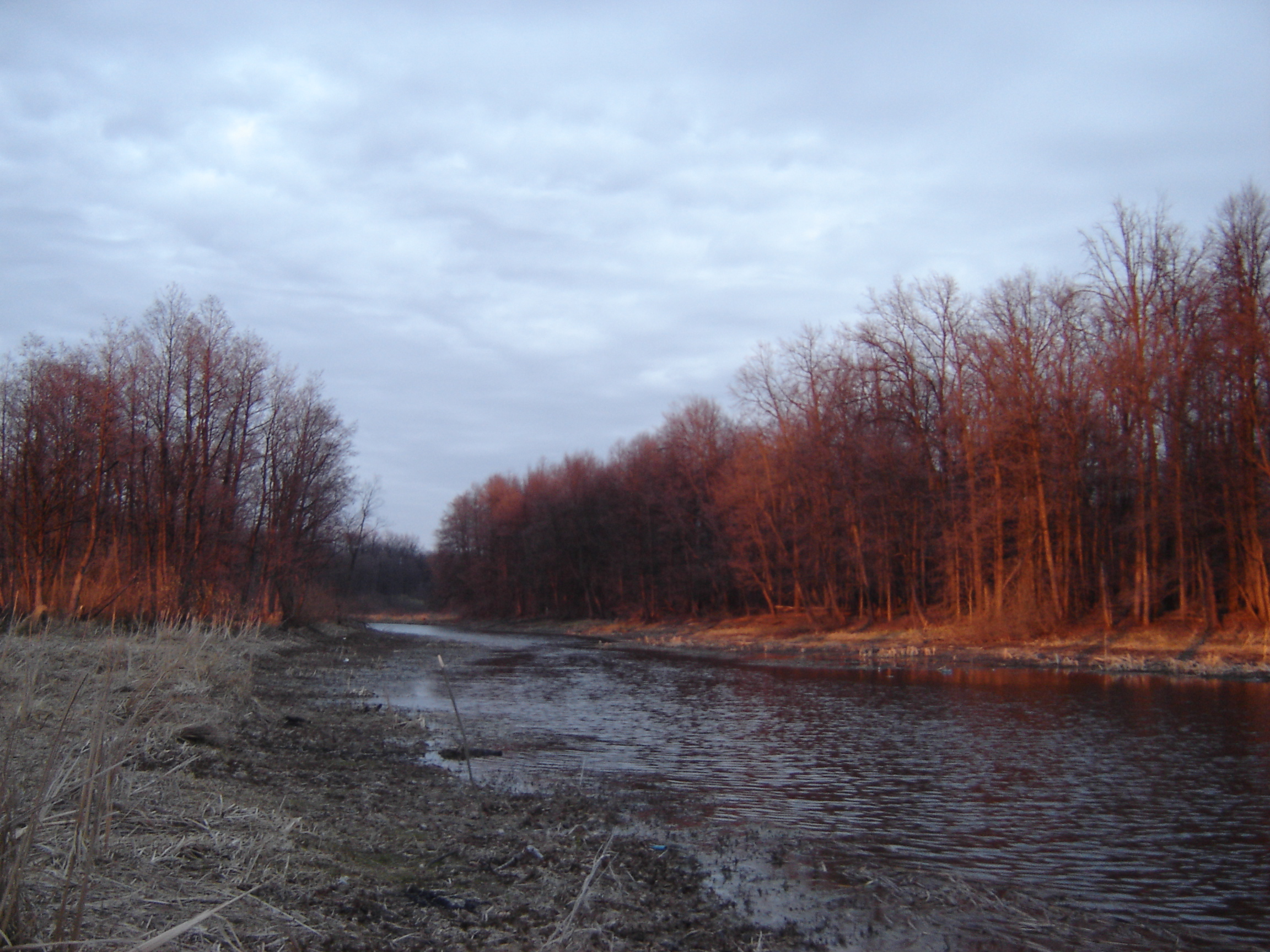
Закат, река Дёма

Район расположен в центральной части Башкортостана, у слияния рек Уфы, Уршак, Дёмы и Белой. Природные ископаемые представлены месторождениями нефти, кирпичной глины, песчано-гравийной смеси, керамзитовой глины. Район является транспортным узлом Республики. Территорию района пересекает электрифицированная Транссибирская железнодорожная магистраль, от которой отходят железнодорожные ветки на Оренбург, Инзу, Магнитогорск и Благовещенск. Здесь сходятся основные нефтепроводы Республики Башкортостан, проходит большое количество нефтегазопроводов, связывающих Тюменскую область с европейской частью России. Проходят федеральные автомобильные дороги М-5 «Урал», М-7 «Волга», Р-240 Уфа — Оренбург, региональная автодорога Уфа — Янаул. По рекам Белой и Уфе осуществляется сезонное судоходство.

## История
Уфимский уезд был упразднён в 1922 году, на его землях был образован Уфимский кантон Башкирской АССР.
Район образован постановлением Президиума ЦИК и Совнаркома БАССР 20 августа 1930 года на территории бывшего Уфимского уезда Уфимской губернии.
В январе 1935 года из состава Уфимского района был выделен новый Иглинский район, куда вошли 23 сельсовета.
Во время Великой Отечественной войны здесь формировалась легендарная 112-я Башкирская кавалерийская дивизия под командованием генерала М. Шаймуратова.

## Население
| 1939    | 1959    | 1970    | 1979    | 1989    | 2002    | 2008    | 2009     | 2010    |
| ------- | ------- | ------- | ------- | ------- | ------- | ------- | -------- | ------- |
| 64 574  | ↘50 225 | ↗52 815 | ↗55 029 | ↘52 712 | ↗56 351 | ↗59 962 | ↗60 622  | ↗67 067 |
| 2012    | 2013    | 2014    | 2015    | 2016    | 2017    | 2019    | 2021     |         |
| ↗69 096 | ↗71 565 | ↗75 816 | ↗79 785 | ↗85 147 | ↗87 798 | ↗95 353 | ↗111 237 |         |

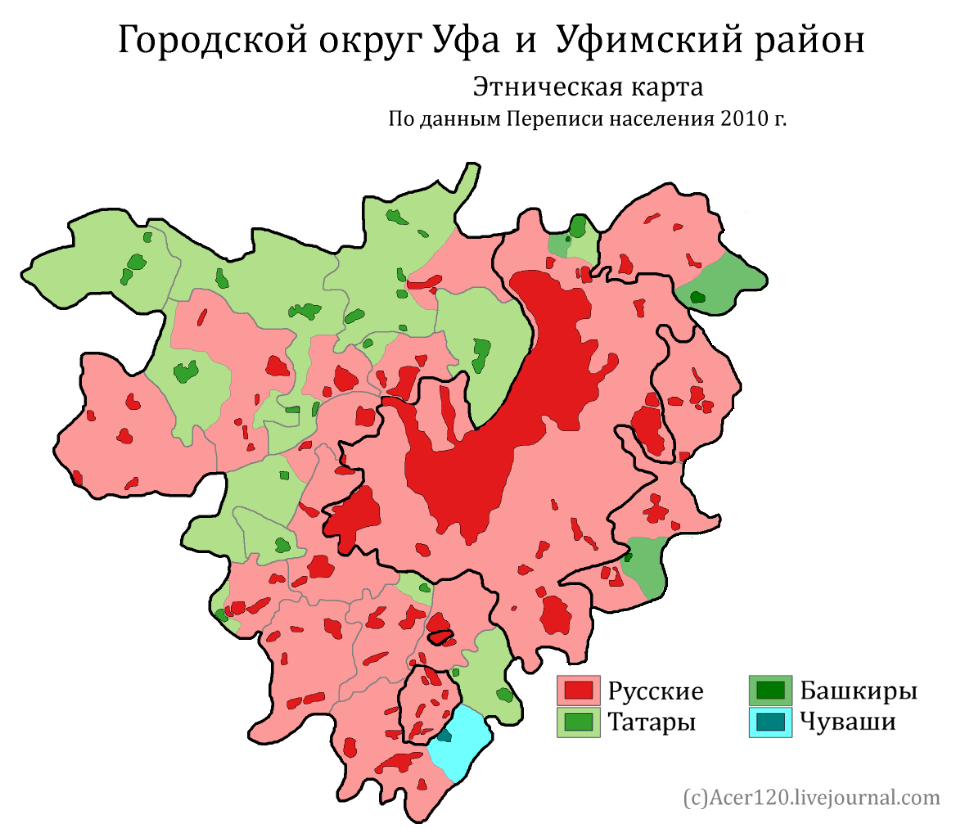
Этническая карта Уфы и Уфимского района

Согласно прогнозу Минэкономразвития России, численность населения будет составлять:
- 2024 — 100,08 тыс. человек.
- 2035 — 120,48 тыс. человек.

### Национальный состав
Согласно Всероссийской переписи населения 2010 года: русские — 45,2 %, татары — 33,9 %, башкиры — 14 %, чуваши — 2 %, украинцы — 1,2 %, лица других национальностей — 1,6 %.
По итогам переписи населения 2020 года проживали следующие национальности (национальности менее 0,1 % и другое см. в сноске к строке «Другие»):
| Национальность | Численность, чел. | Доля     |
| -------------- | ----------------- | -------- |
| Русские        | 44 868            | 40,34 %  |
| Татары         | 32 201            | 28,95 %  |
| Башкиры        | 24 069            | 21,64 %  |
| Чуваши         | 795               | 0,71 %   |
| Армяне         | 630               | 0,57 %   |
| Узбеки         | 403               | 0,36 %   |
| Марийцы        | 387               | 0,35 %   |
| Украинцы       | 337               | 0,30 %   |
| Таджики        | 193               | 0,17 %   |
| Мордва         | 156               | 0,14 %   |
| Другие         | 7198              | 6,47 %   |
| Итого          | 111 237           | 100,00 % |

### Языковой состав
Согласно Всероссийской переписи населения 2010 года родными языками населения являлись: русский — 54,5 %, башкирский — 30,1 %, татарский - 10,9 %, чувашский — 1,4 %.
Согласно Всероссийской переписи населения 2020 года родными языками населения являлись: русский — 49,1 %, татарский — 26,1 %, башкирский - 20,1 %, чувашский — 0,5 %.

## Административное деление
В Уфимский район как административно-территориальную единицу республики входит 19 сельсоветов.
В одноимённый муниципальный район в рамках местного самоуправления входит 19 муниципальных образований со статусом сельского поселения:
| №     | Муниципальное образование  | Административный центр                      | Количество населённых пунктов | Население (чел.) | Площадь (км²) |
| ----- | -------------------------- | ------------------------------------------- | ----------------------------- | ---------------- | ------------- |
| 1e-06 | Сельское поселение         |                                             |                               |                  |               |
| 1     | Авдонский сельсовет        | село Авдон                                  | 1                             | ↗5304            | 3,54          |
| 2     | Алексеевский сельсовет     | деревня Алексеевка                          | 1                             | ↗5547            | 67,58         |
| 3     | Булгаковский сельсовет     | село Булгаково                              | 7                             | ↗7662            | 101,63        |
| 4     | Дмитриевский сельсовет     | село Дмитриевка                             | 5                             | ↗8501            | 336,91        |
| 5     | Жуковский сельсовет        | село Жуково                                 | 4                             | ↗4922            | 90,97         |
| 6     | Зубовский сельсовет        | село Зубово                                 | 4                             | ↗8342            | 74,86         |
| 7     | Кармасанский сельсовет     | село Кармасан                               | 3                             | ↘1149            | 93,68         |
| 8     | Кирилловский сельсовет     | деревня Кириллово                           | 6                             | ↗3660            | 59,86         |
| 9     | Красноярский сельсовет     | село Красный Яр                             | 9                             | ↗4631            | 118,89        |
| 10    | Миловский сельсовет        | село Миловка                                | 3                             | ↗4040            | 74,73         |
| 11    | Михайловский сельсовет     | село Михайловка                             | 4                             | ↗8964            | 46,91         |
| 12    | Николаевский сельсовет     | деревня Николаевка                          | 8                             | ↗5472            | 108,83        |
| 13    | Ольховский сельсовет       | село Ольховое                               | 2                             | ↘979             | 28,55         |
| 14    | Русско-Юрмашский сельсовет | село Русский Юрмаш                          | 6                             | ↗5207            | 74,07         |
| 15    | Таптыковский сельсовет     | село Таптыково                              | 6                             | ↗2090            | 81,71         |
| 16    | Черкасский сельсовет       | село Черкассы                               | 6                             | →1138            | 74,66         |
| 17    | Чесноковский сельсовет     | село Чесноковка                             | 4                             | ↗7365            | 16,01         |
| 18    | Шемякский сельсовет        | село Октябрьский                            | 5                             | ↘2572            | 132,68        |
| 19    | Юматовский сельсовет       | село санатория Юматово имени 15-летия БАССР | 5                             | ↗3858            | 12,70         |

## Населённые пункты
| №  | Населённый пункт                       | Тип     | Население | Муниципальное образование  |
| -- | -------------------------------------- | ------- | --------- | -------------------------- |
| 1  | Авдон                                  | село    | ↗5672     | Авдонский сельсовет        |
| 2  | Алексеевка                             | деревня | ↗5469     | Алексеевский сельсовет     |
| 3  | Асаново                                | село    | ↗427      | Кармасанский сельсовет     |
| 4  | Бейгулово                              | село    | ↘172      | Шемякский сельсовет        |
| 5  | Берёзовка                              | деревня | ↘115      | Зубовский сельсовет        |
| 6  | Булгаково                              | село    | ↗6717     | Булгаковский сельсовет     |
| 7  | Бурцево                                | деревня | ↗217      | Русско-Юрмашский сельсовет |
| 8  | Вавилово                               | деревня | 528       | Михайловский сельсовет     |
| 9  | Волково                                | деревня | ↘707      | Дмитриевский сельсовет     |
| 10 | Волково                                | деревня | ↗26       | Черкасский сельсовет       |
| 11 | Вольно-Сухарево                        | деревня | ↗177      | Николаевский сельсовет     |
| 12 | Глумилино                              | деревня | ↗64       | Таптыковский сельсовет     |
| 13 | Горново                                | село    | ↗221      | Красноярский сельсовет     |
| 14 | Грибовка                               | деревня | 650       | Кирилловский сельсовет     |
| 15 | Дебовка                                | деревня | ↘49       | Таптыковский сельсовет     |
| 16 | Деревня Геофизиков                     | деревня | ↗509      | Чесноковский сельсовет     |
| 17 | Дмитриевка                             | село    | ↗5072     | Дмитриевский сельсовет     |
| 18 | Дорогино                               | деревня | ↗3113     | Кирилловский сельсовет     |
| 19 | Дубки                                  | деревня | ↗219      | Булгаковский сельсовет     |
| 20 | Дубрава                                | деревня | ↗180      | Таптыковский сельсовет     |
| 21 | Жуково                                 | село    | ↗4270     | Жуковский сельсовет        |
| 22 | Загорский                              | деревня | ↗272      | Чесноковский сельсовет     |
| 23 | Зубово                                 | село    | ↗8691     | Зубовский сельсовет        |
| 24 | Казырово                               | село    | ↗105      | Николаевский сельсовет     |
| 25 | Камышлы                                | деревня | ↗758      | Булгаковский сельсовет     |
| 26 | Кармасан                               | село    | ↘706      | Кармасанский сельсовет     |
| 27 | Карюгино                               | деревня | ↘16       | Красноярский сельсовет     |
| 28 | Кириллово                              | деревня | ↗773      | Кирилловский сельсовет     |
| 29 | Колокольцево                           | деревня | ↗22       | Николаевский сельсовет     |
| 30 | Красный Яр                             | село    | ↘1615     | Красноярский сельсовет     |
| 31 | Кручинино                              | деревня | ↘10       | Николаевский сельсовет     |
| 32 | Крючевка                               | деревня | ↘11       | Русско-Юрмашский сельсовет |
| 33 | Кумлекуль                              | село    | ↘748      | Красноярский сельсовет     |
| 34 | Кундряк                                | деревня | ↘2        | Черкасский сельсовет       |
| 35 | Лавочное                               | село    | →2        | Красноярский сельсовет     |
| 36 | Лебяжий                                | село    | 709       | Зубовский сельсовет        |
| 37 | Лекаревка                              | деревня | ↗146      | Таптыковский сельсовет     |
| 38 | Лесной                                 | деревня | ↗15       | Миловский сельсовет        |
| 39 | Мармылево                              | деревня | ↗232      | Жуковский сельсовет        |
| 40 | Миловка                                | село    | ↗6017     | Миловский сельсовет        |
| 41 | Михайловка                             | село    | ↗11 389   | Михайловский сельсовет     |
| 42 | Мударисово                             | деревня | ↗198      | Михайловский сельсовет     |
| 43 | Мысовцево                              | деревня | ↘259      | Жуковский сельсовет        |
| 44 | Начапкино                              | деревня | →28       | Миловский сельсовет        |
| 45 | Нижегородка                            | село    | ↗3101     | Зубовский сельсовет        |
| 46 | Николаевка                             | деревня | ↘2738     | Николаевский сельсовет     |
| 47 | Новотроевка                            | деревня | ↗236      | Шемякский сельсовет        |
| 48 | Новые Карашиды                         | деревня | ↘97       | Черкасский сельсовет       |
| 49 | Нурлино                                | село    | ↗1892     | Николаевский сельсовет     |
| 50 | Октябрьский                            | село    | ↗1663     | Шемякский сельсовет        |
| 51 | Ольховое                               | село    | ↘889      | Ольховский сельсовет       |
| 52 | Опытное Хозяйство                      | деревня | ↗149      | Красноярский сельсовет     |
| 53 | Осоргино                               | деревня | 1043      | Таптыковский сельсовет     |
| 54 | Первомайский                           | деревня | ↘307      | Шемякский сельсовет        |
| 55 | Песчаный                               | деревня | ↘181      | Булгаковский сельсовет     |
| 56 | Подымалово                             | деревня | ↗1601     | Дмитриевский сельсовет     |
| 57 | Покровка                               | деревня | ↗65       | Черкасский сельсовет       |
| 58 | Рождественский                         | деревня | ↗95       | Кирилловский сельсовет     |
| 59 | Русский Юрмаш                          | село    | ↗1198     | Русско-Юрмашский сельсовет |
| 60 | санатория Юматово имени 15-летия БАССР | село    | ↘532      | Юматовский сельсовет       |
| 61 | Светлая                                | деревня | ↘93       | Кирилловский сельсовет     |
| 62 | Сергеевка                              | деревня | ↗490      | Жуковский сельсовет        |
| 63 | Сперанский                             | деревня | ↘9        | Николаевский сельсовет     |
| 64 | станции Юматово                        | село    | ↗688      | Юматовский сельсовет       |
| 65 | Стуколкино                             | деревня | ↘441      | Булгаковский сельсовет     |
| 66 | Суровка                                | деревня | 1499      | Михайловский сельсовет     |
| 67 | Таптыково                              | село    | 1776      | Таптыковский сельсовет     |
| 68 | Тауш                                   | деревня | ↘55       | Кирилловский сельсовет     |
| 69 | Торфяной                               | деревня | ↗196      | Чесноковский сельсовет     |
| 70 | Уптино                                 | деревня | ↗324      | Юматовский сельсовет       |
| 71 | Уршак                                  | посёлок | →0        | Булгаковский сельсовет     |
| 72 | Ушаково                                | деревня | ↗118      | Николаевский сельсовет     |
| 73 | Фёдоровка                              | деревня | ↗71       | Ольховский сельсовет       |
| 74 | Фомичево                               | деревня | ↗234      | Булгаковский сельсовет     |
| 75 | Черкассы                               | село    | ↗710      | Черкасский сельсовет       |
| 76 | Черновский                             | деревня | ↗60       | Красноярский сельсовет     |
| 77 | Чернолесовский                         | село    | ↗1118     | Красноярский сельсовет     |
| 78 | Чесноковка                             | село    | ↗7815     | Чесноковский сельсовет     |
| 79 | Чуварез                                | деревня | ↗216      | Черкасский сельсовет       |
| 80 | Шамонино                               | деревня | ↗3652     | Русско-Юрмашский сельсовет |
| 81 | Шемяк                                  | село    | ↗428      | Шемякский сельсовет        |
| 82 | Шмидтово                               | деревня | 1347      | Русско-Юрмашский сельсовет |
| 83 | Южная                                  | деревня | ↘7        | Русско-Юрмашский сельсовет |
| 84 | Юлушево                                | деревня | ↗87       | Кармасанский сельсовет     |
| 85 | Юматово                                | деревня | ↗1598     | Юматовский сельсовет       |
| 86 | Юматовского Сельхозтехникума           | село    | ↗355      | Юматовский сельсовет       |
| 87 | Ягодная Поляна                         | деревня | ↘417      | Дмитриевский сельсовет     |
| 88 | Якшиваново                             | деревня | ↘32       | Красноярский сельсовет     |
| 89 | Ясный                                  | деревня | ↗51       | Дмитриевский сельсовет     |

## Экономика
Сельскохозяйственные угодья занимают 68,5 % территории района. Уфимский район играет заметную роль в обеспечении жителей столицы республики свежими овощами, молоком, мясом, яйцами. Это один из крупных производителей сельскохозяйственной продукции. Аграрный сектор представляют 9 государственных и муниципальных унитарных сельскохозяйственных предприятий, 2 птицефабрики, 2 агрофирмы, учебно-опытное хозяйство «Миловское», опытное хозяйство «Уфимское», агрохозяйство «Энергетик», 58 крестьянских фермерских хозяйств. Всего в районе около 700 хозяйствующих субъектов. Наиболее крупные из них, совхоз «Алексеевский», совхоз «Шемяк», птицефабрики «Башкирская» и «Уфимская». На территории Булгаковского сельсовета располагается аэропорт «Уфа».

## Образование
В районе 40 общеобразовательных школ, Михайловское профессиональное училище № 83.

## СМИ
С 1931 года выходит районная газета «Уфимские нивы» (первое название «За большевистские колхозы»).

## Достопримечательности

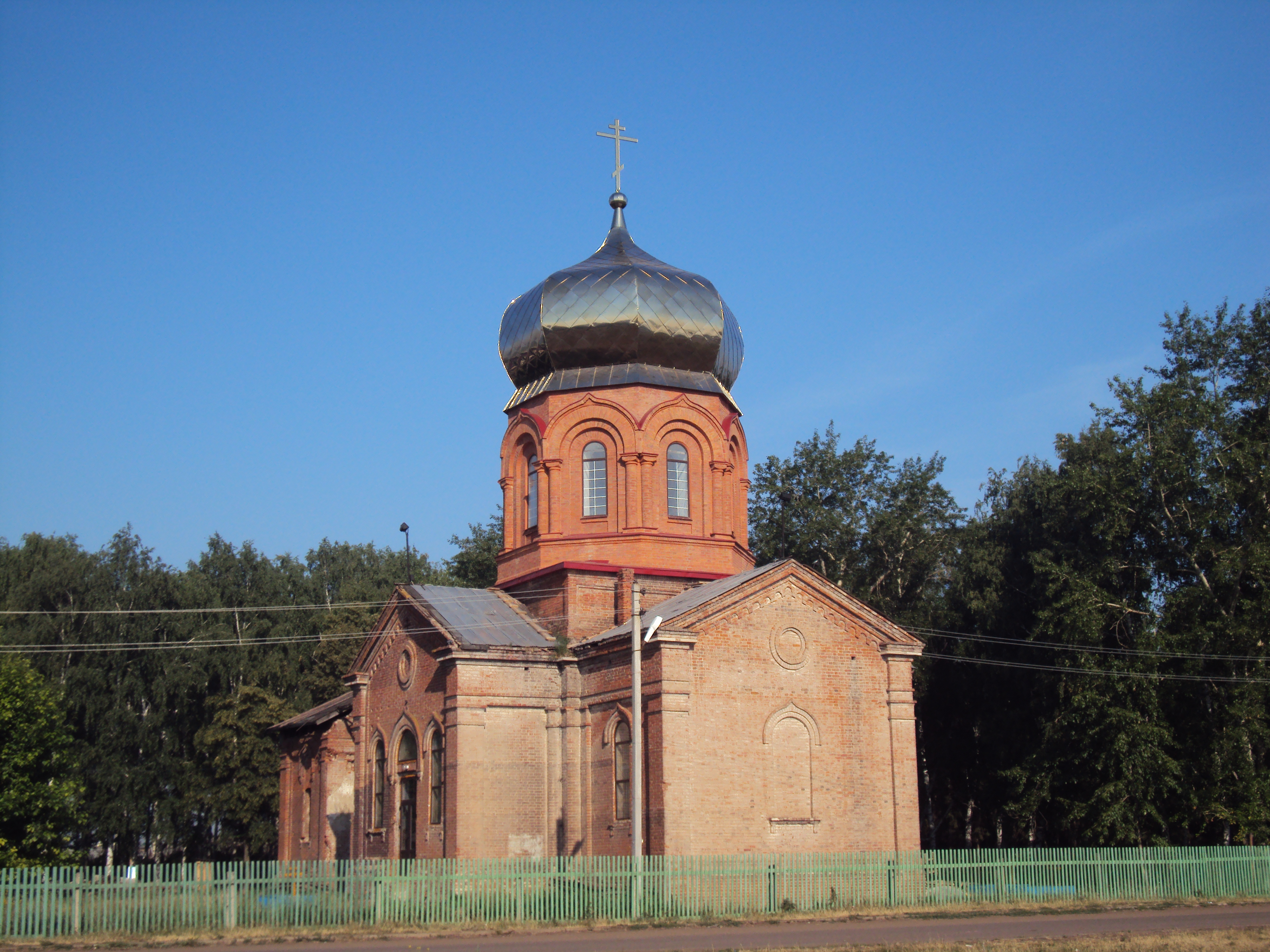
Троицкая церковь, село Красный Яр

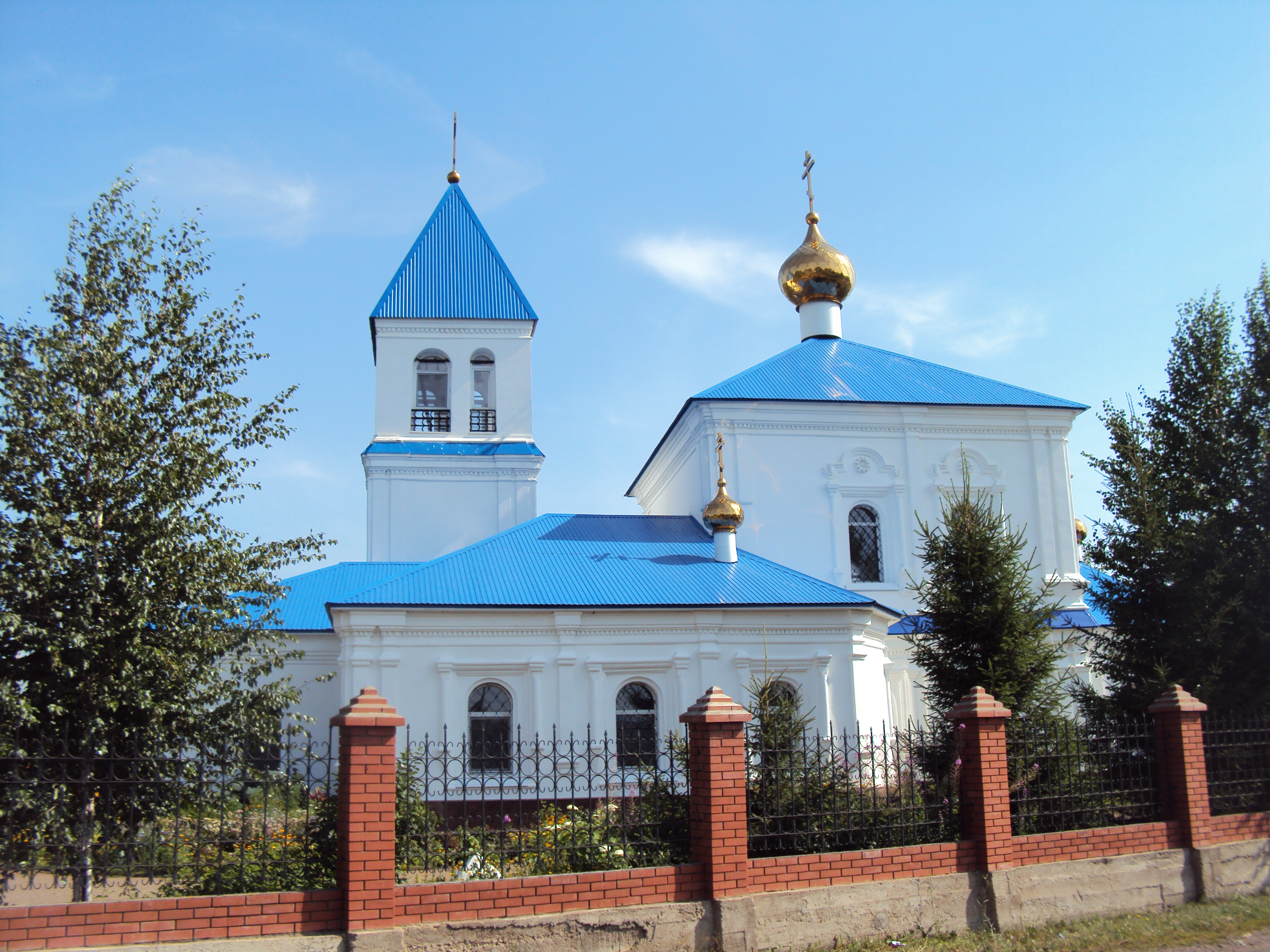
Церковь Рождества Христова, деревня Березовка

- Дом-музей 25-й Чапаевской дивизии — музей с экспозицией по быту удельного крестьянства Башкортостана конца XIX — начала XX веков. Здание музея является свидетелем событий Гражданской войны, было построено в 1880 г. В здании размещались штаб и полевой лазарет 25-й Чапаевской дивизии с 2 по 7 июня 1919 года. Рядом с музеем сохранены два дома постройки XIX века[36][37][38].
- Русский историко-культурный центр «Красный Яр» — создан с целью сохранения и возрождения традиционных форм жизнедеятельности местного населения, промыслов, обрядов, фольклора, пропаганды культурного и исторического наследия, сохранение и развитие творческого потенциала русских Республики Башкортостан. Включает в себя: Троицкая церковь XIX века, Дом-музей 25-й Чапаевской дивизии, Обелиск воинам на территории парка, Музей русской культуры «Русская горница»[39][40].
- Юматовский этнографический музей народов Республики Башкортостан — создан на основе частной коллекции семьи Зыряновых с целью сохранения достоверной истории культурных традиций, быта, прикладного творчества, этнографии народов разных национальностей Башкортостана[41][42][43].